# Hałdrychowice
Hałdrychowice est une localité polonaise de la gmina de Międzybórz, située dans le powiat d'Oleśnica en voïvodie de Basse-Silésie.